# The Sign of the Cross
The Sign of the Cross is een Amerikaanse sandalenfilm uit 1932 onder regie van Cecil B. DeMille. De film werd destijds uitgebracht onder de titel Het teeken des kruises.

## Verhaal
Keizer Nero geeft de christenen de schuld van de grote brand van Rome. Wanneer de belangrijke militair Marcus verliefd wordt op een christenmeisje, leidt dat tot een conflict met de keizer.

## Rolverdeling
| Acteur               | Personage  |
| -------------------- | ---------- |
| Fredric March        | Marcus     |
| Elissa Landi         | Mercia     |
| Claudette Colbert    | Poppaea    |
| Charles Laughton     | Nero       |
| Ian Keith            | Tigellinus |
| Arthur Hohl          | Titus      |
| Harry Beresford      | Favius     |
| Tommy Conlon         | Stephanus  |
| Ferdinand Gottschalk | Glabrio    |
| Vivian Tobin         | Dacia      |
| William V. Mong      | Licinius   |
| Joyzelle Joyner      | Ancaria    |
| Richard Alexander    | Viturius   |
| Nat Pendleton        | Strabo     |
| Clarence Burton      | Servillius |